# Sicista kluchorica
Sicista kluchorica là một loài động vật có vú trong họ Dipodidae, bộ Gặm nhấm. Loài này được Sokolov, Kovalskaya, & Baskevich mô tả năm 1980.